# Planet AIDS
Planet AIDS es el proyecto paralelo de Bunkur (Drone/Doom).
Actualmente el grupo está trabajando en su siguiente álbum:
"We are working on a second full length album, which will have 2 track, both of around 70 - 80 minutes, so our next album will be a double cd of pure hell.. we will push the bounderies even further... it will be 10 times worse than our first album..."

## Discografía

### EP
- Apokalyptik AIDS - 2005

escuchar (enlace roto disponible en Internet Archive; véase el historial, la primera versión y la última).

## Reviews
- Metal Storm (7/10)
- Gothtronic (8/10)

## Enlaces
- Sitio oficial de Planet AIDS
- Sitio oficial de Goatowarex
- Sitio oficial de Bunkur

- Datos: Q6077586